# Sidi Bu Zajd
Sidi Bu Zajd (ar. سيدي بوزيد, fr. Sidi Bouzid) – miasto w Tunezji, stolica gubernatorstwa Sidi Bu Zajd w centralnej części kraju.
Swoją nazwę miasto zawdzięcza Abou Said ibn Khalef ibn Yahia Ettamini el Beji. Wcześniej nazywało się Dżabal al-Minar.
W czasie II wojny światowej, w lutym 1943 roku rozegrała się tutaj bitwa. Miasto było również miejscem początku tunezyjskiej rewolucji na przełomie lat 2010/2011.